# Nyeds socken
Nyeds socken i Värmland ingick i Nyeds härad, ingår sedan 1971 i Karlstads kommun och motsvarar från 2016 Nyeds distrikt.
Socknens areal är 327,14 kvadratkilometer varav 296,48 land. År 2000 fanns här 3 696 invånare. Tätorten Blombacka, orten Lindfors samt tätorten Molkom med sockenkyrkan Nyeds kyrka ligger i socknen.

## Administrativ historik
Socknen bildades 1595 genom utbrytningar ur Nedre Ulleruds socken, samt ur Väse socken, Östra Fågelviks socken, Alsters socken och Färnebo socken. 1661 bröts Brattfors socken ut ur socknen; likaså 1731 Älvsbacka kapellag, som hade egen kyrkobokföring. 16 december 1819 blev Älvsbacka kapellag slutligen utbrutet som en egen socken, Älvsbacka socken.
Vid kommunreformen 1862 övergick socknens ansvar för de kyrkliga frågorna till Nyeds församling och för de borgerliga frågorna bildades Nyeds landskommun. Landskommunen utökades 1952 och uppgick 1971 i Karlstads kommun. Församlingen uppgick 2006 i Alster-Nyedsbygdens församling.
1 januari 2016 inrättades distriktet Nyed, med samma omfattning som församlingen hade 1999/2000. 
Socknen har tillhört län, fögderier, tingslag och domsagor enligt vad som beskrivs i artikeln Nyeds härad.

## Geografi
Nyeds socken ligger nordost om Karlstad kring Molkomssjön och Borssjön. Socknen har odlingsbygd vid sjöarna med bland annat byn Gällserud och är i övrigt en kuperad moss- och sjörik skogsbygd.

## Fornlämningar
Flera boplatser från stenåldern har påträffats. Från bronsåldern finns ett 30-tal gravrösen.

## Namnet
Namnet skrevs 1600 Nye Edz och kommer kyrkbyn (nu i Molkom). Förleden indikerar att socknen är ny i förhållande till Ed i Grums härad. Förleden ed, 'passage mellan eller utmed vatten' syftar på kyrkplatsen på en landtunga mellan Molkoms- och Borssjön.

## Befolkningsutveckling
| Befolkningsutvecklingen i Nyeds socken 1780–1990                                                         | Befolkningsutvecklingen i Nyeds socken 1780–1990 | Befolkningsutvecklingen i Nyeds socken 1780–1990 | Befolkningsutvecklingen i Nyeds socken 1780–1990 | Befolkningsutvecklingen i Nyeds socken 1780–1990 |
| --- | ------------------------------------------------ | ------------------------------------------------ | ------------------------------------------------ | ------------------------------------------------ |
| |                                                  |                                                  |                                                  |                                                  |
| År |                                                  |                                                  | Folkmängd                                        |                                                  |
| 1780 | 1780                                             |                                                  | 3 031                                            |                                                  |
| 1790 | 1790                                             |                                                  | 3 476                                            |                                                  |
| 1800 | 1800                                             |                                                  | 3 702                                            |                                                  |
| 1810 | 1810                                             |                                                  | 3 588                                            |                                                  |
| 1820 | 1820                                             |                                                  | 3 842                                            |                                                  |
| 1830 | 1830                                             |                                                  | 4 014                                            |                                                  |
| 1840 | 1840                                             |                                                  | 4 321                                            |                                                  |
| 1850 | 1850                                             |                                                  | 4 690                                            |                                                  |
| 1860 | 1860                                             |                                                  | 5 101                                            |                                                  |
| 1870 | 1870                                             |                                                  | 5 455                                            |                                                  |
| 1880 | 1880                                             |                                                  | 5 370                                            |                                                  |
| 1890 | 1890                                             |                                                  | 4 801                                            |                                                  |
| 1900 | 1900                                             |                                                  | 4 547                                            |                                                  |
| 1910 | 1910                                             |                                                  | 4 647                                            |                                                  |
| 1920 | 1920                                             |                                                  | 5 207                                            |                                                  |
| 1930 | 1930                                             |                                                  | 4 957                                            |                                                  |
| 1940 | 1940                                             |                                                  | 4 408                                            |                                                  |
| 1950 | 1950                                             |                                                  | 4 229                                            |                                                  |
| 1960 | 1960                                             |                                                  | 4 030                                            |                                                  |
| 1970 | 1970                                             |                                                  | 3 650                                            |                                                  |
| 1980 | 1980                                             |                                                  | 3 800                                            |                                                  |
| 1990 | 1990                                             |                                                  | 3 727                                            |                                                  |
| Anm: Källor: Umeå universitet - Tabellverket 1749-1859, Demografiska databasen, CEDAR, Umeå universitet. |                                                  |                                                  |                                                  |                                                  |